# Within the Hour
Within the Hour  è un cortometraggio muto del 1913 diretto da Marshall Farnum che qui è al suo esordio come regista cinematografico.

## Produzione
Il film fu prodotto dalla Selig Polyscope Company

## Distribuzione
Distribuito dalla General Film Company, il film - un cortometraggio di una bobina - uscì nelle sale cinematografiche statunitensi il 3 dicembre 1913.